# Can't Get Enough Tour
Can't Get Enough Tour es la octava gira de conciertos de la boy band estadounidense, Big Time Rush. La gira comenzará el 22 de junio de 2023 en Fort Worth, Estados Unidos, y concluirá el 12 de diciembre de 2023 en Filadelfia, Estados Unidos. La banda anunció la gira y sus fechas el 6 de febrero de 2023, y la preventa de entradas comenzó al día siguiente. Esta gira servirá como promoción al nuevo álbum del grupo Another Life, el cual fue lanzado al mercado musical el 2 de junio de 2023.

## Actos de Apertura
- Max
- Jax

## Repertorio
| America del Norte |
| --- |
| 1. "Can't Get Enough" 2. "Elevate" 3. "Song for You" 4. "Waves" 5. "Weekends" 6. "All Over Again" 7. "Any Kind of Guy" 8. "Ask You Tonight" 9. "Forget You Now" 10. "Love Me Love Me" 11. "Paralyzed" 12. "Nothing Even Matters" 13. "Worldwide" 14. "Invisible" 15. "I Just Want to (Party All the Time)" (Video Interlude) 16. "Famous" 17. "City is Ours" / "24/Seven" / "Shot in the Dark" / "Big Night" 18. "Confetti Falling" 19. "Big Time Rush" 20. "Windows Down" 21. "Boyfriend" 22. "Til' I Forget About You" |

| México |
| --- |
| 1. "Can't Get Enough" 2. "Song for You" 3. "Elevate" 4. "Waves" 5. "Weekends" 6. "All Over Again" 7. "Any Kind of Guy" 8. "Ask You Tonight" 9. "Forget You Now" 10. "Love Me Love Me" 11. "Paralyzed" 12. "Nothing Even Matters" 13. "Worldwide" 14. "Invisible" - "I Just Want to (Party All the Time)" (Video Interlude) 1. "Dale Pa'ya" 2. "Suave" (Debut en directo) 3. "Famous / City Is Ours / 24/Seven / Shot in the Dark / Big Night" 4. "Confetti Falling" 5. "Big Time Rush" 6. "Windows Down" 7. "Boyfriend" 8. "Til' I Forget About You" |

## Espectáculos
| Fecha                   | Ciudad           | País           | Evento                                  | Actos de Apertura |
| Norteamérica            | Norteamérica     | Norteamérica   | Norteamérica                            | Norteamérica      |
| ----------------------- | ---------------- | -------------- | --------------------------------------- | ----------------- |
| 22 de junio de 2023     | Fort Worth       | Estados Unidos | Dickies Arena                           | Max Jax           |
| 24 de junio de 2023     | Durant           | Estados Unidos | Choctaw Casino & Resort                 | Max Jax           |
| 25 de junio de 2023     | Southaven        | Estados Unidos | BankPlus Amphitheater                   | Max Jax           |
| 27 de junio de 2023     | Charlotte        | Estados Unidos | PNC Music Pavilion                      | Max Jax           |
| 28 de junio de 2023     | Burgettstown     | Estados Unidos | The Pavilion at Star Lake               | Max Jax           |
| 30 de junio de 2023     | Holmdel          | Estados Unidos | PNC Bank Arts Center                    | Max Jax           |
| 1 de julio de 2023      | Uncasville       | Estados Unidos | Mohegan Sun Arena                       | Max Jax           |
| 2 de julio de 2023      | Hershey          | Estados Unidos | Hersheypark Stadium                     | Max Jax           |
| 3 de julio de 2023      | Saratoga Springs | Estados Unidos | Saratoga Performing Arts Center         | Max Jax           |
| 5 de julio de 2023      | Toronto          | Canadá         | History                                 | –                 |
| 7 de julio de 2023      | Bethel           | Estados Unidos | Bethel Woods Center for the Arts        | Max Jax           |
| 8 de julio de 2023      | Virginia Beach   | Estados Unidos | Veterans United Home Loans Amphitheater | Max Jax           |
| 9 de julio de 2023      | Wantagh          | Estados Unidos | Jones Beach Theater                     | Max Jax           |
| 11 de julio de 2023     | Bangor           | Estados Unidos | Maine Savings Amphitheater              | Max Jax           |
| 12 de julio de 2023     | Mansfield        | Estados Unidos | Xfinity Center                          | Max Jax           |
| 14 de julio de 2023     | Columbia         | Estados Unidos | Merriweather Post Pavilion              | Max Jax           |
| 15 de julio de 2023     | Columbus         | Estados Unidos | Schottenstein Center                    | Max Jax           |
| 16 de julio de 2023     | Tinley Park      | Estados Unidos | Credit Union 1 Amphitheatre             | Max Jax           |
| 17 de julio de 2023     | Cuyahoga Falls   | Estados Unidos | Blossom Music Center                    | Max Jax           |
| 19 de julio de 2023     | Clarkston        | Estados Unidos | Pine Knob Music Theatre                 | Max Jax           |
| 21 de julio de 2023     | Grand Rapids     | Estados Unidos | Van Andel Arena                         | Max Jax           |
| 22 de julio de 2023     | Milwaukee        | Estados Unidos | American Family Insurance Amphitheater  | Max Jax           |
| 23 de julio de 2023     | Cincinnati       | Estados Unidos | Riverbend Music Center                  | Max Jax           |
| 24 de julio de 2023     | Nashville        | Estados Unidos | Ascend Amphitheater                     | Max Jax           |
| 26 de julio de 2023     | Alpharetta       | Estados Unidos | Ameris Bank Amphitheatre                | Max Jax           |
| 28 de julio de 2023     | Simpsonville     | Estados Unidos | Heritage Park Amphitheatre              | Max Jax           |
| 29 de julio de 2023     | Charleston       | Estados Unidos | Credit One Stadium                      | Max Jax           |
| 30 de julio de 2023     | Orlando          | Estados Unidos | Amway Center                            | Max Jax           |
| 1 de agosto de 2023     | Pelham           | Estados Unidos | Oak Mountain Amphitheatre               | Max Jax           |
| 3 de agosto de 2023     | The Woodlands    | Estados Unidos | The Cynthia Woods Mitchell Pavilion     | Max Jax           |
| 5 de agosto de 2023     | Phoenix          | Estados Unidos | Talking Stick Resort Amphitheatre       | Max Jax           |
| 7 de agosto de 2023     | Mountain View    | Estados Unidos | Shoreline Amphitheatre                  | Max Jax           |
| 8 de agosto de 2023     | Fresno           | Estados Unidos | Save Mart Center                        | Max Jax           |
| 10 de agosto de 2023    | Wheatland        | Estados Unidos | Toyota Amphitheatre                     | Max Jax           |
| 11 de agosto de 2023    | Inglewood        | Estados Unidos | The Forum                               | Max Jax           |
| 12 de agosto de 2023    | Las Vegas        | Estados Unidos | MGM Grand Garden Arena                  | Max Jax           |
| 18 de agosto de 2023    | Ciudad de México | México         | Palacio de los Deportes                 | –                 |
| 21 de agosto de 2023    | Zapopan          | México         | Auditorio Telmex                        | –                 |
| 23 de agosto de 2023    | Monterrey        | México         | Auditorio Citibanamex                   | –                 |
| 28 de noviembre de 2023 | Fort Worth       | Estados Unidos | Dickies Arena                           | Festival          |
| 4 de diciembre de 2023  | Rosemont         | Estados Unidos | Allstate Arena                          | Festival          |
| 5 de diciembre de 2023  | Detroit          | Estados Unidos | Little Caesars Arena                    | Festival          |
| 8 de diciembre de 2023  | Nueva York       | Estados Unidos | Madison Square Garden                   | Festival          |
| 10 de diciembre de 2023 | Bethlehem        | Estados Unidos | Wind Creek Event Center                 | Festival          |
| 11 de diciembre de 2023 | Washington D. C. | Estados Unidos | Capital One Arena                       | Festival          |
| 12 de diciembre de 2023 | Filadelfia       | Estados Unidos | Wells Fargo Center                      | Festival          |